# Volta a la Comunitat Valenciana 1984
La Volta a la Comunitat Valenciana 1984, quarantaduesima edizione della corsa e prima con questa denominazione, si svolse dal 21 al 26 febbraio su un percorso di 774 km ripartiti in 5 tappe (la seconda suddivisa in due semitappe) più un cronoprologo, con partenza a San Juan de Énova e arrivo a Valencia. Fu vinta dal francese Bruno Cornillet della La Vie Claire-Terraillon davanti agli spagnoli Pello Ruiz Cabestany e Angel Camarillo Llorens.

## Tappe
| Tappa  | Data        | Percorso                                                  | km  | Vincitore di tappa   | Leader cl. generale |
| ------ | ----------- | --------------------------------------------------------- | --- | -------------------- | ------------------- |
| Prol.  | 21 febbraio | San Juan de Énova > San Juan de Énova (cron. individuale) | 4,6 | Gerrie Knetemann     |                     |
| 1ª     | 22 febbraio | San Juan de Énova > Dénia                                 | 172 | Bruno Cornillet      |                     |
| 2ª-1ª  | 23 febbraio | Dénia > Gandia                                            | 120 | Noël Dejonckheere    |                     |
| 2ª-2ª  | 23 febbraio | Gandia > Gandia                                           | 60  | Iñaki Gastón         |                     |
| 3ª     | 24 febbraio | Gandia > Vall de Uxó                                      | 182 | Pello Ruiz Cabestany |                     |
| 4ª     | 25 febbraio | Vall de Uxó > Castellón de la Plana                       | 175 | Eduardo Chozas       |                     |
| 5ª     | 26 febbraio | Valencia > Valencia                                       | 60  | Bernard Hinault      | Bruno Cornillet     |
| Totale | Totale      | Totale                                                    | 774 |                      |                     |

## Dettagli delle tappe

### Prologo
- 21 febbraio: San Juan de Énova > San Juan de Énova (cron. individuale) – 4,6 km

| Pos. | Corridore            | Squadra       | Tempo    |
| ---- | -------------------- | ------------- | -------- |
| 1    | Gerrie Knetemann     | Europ Decor   | 5h56'00" |
| 2    | Pello Ruiz Cabestany | Orbea-Danena  | a 7"     |
| 3    | Bernard Hinault      | La Vie Claire | s.t.     |

| Pos. | Corridore | Squadra | Tempo |
| ---- | --------- | ------- | ----- |

### 1ª tappa
- 22 febbraio: San Juan de Énova > Dénia – 172 km

| Pos. | Corridore               | Squadra       | Tempo    |
| ---- | ----------------------- | ------------- | -------- |
| 1    | Bruno Cornillet         | La Vie Claire | 4h59'45" |
| 2    | Angel Camarillo Llorens | Zor           | a 33"    |
| 3    | Bernard Hinault         | La Vie Claire | a 1'45"  |

| Pos. | Corridore | Squadra | Tempo |
| ---- | --------- | ------- | ----- |

### 2ª tappa - 1ª semitappa
- 23 febbraio: Dénia > Gandia – 120 km

| Pos. | Corridore          | Squadra          | Tempo    |
| ---- | ------------------ | ---------------- | -------- |
| 1    | Noël Dejonckheere  | Teka             | 3h19'50" |
| 2    | Jésus Suarez Cueva | Hueso Chocolates | s.t.     |
| 3    | Bernard Hinault    | La Vie Claire    | s.t.     |

| Pos. | Corridore | Squadra | Tempo |
| ---- | --------- | ------- | ----- |

### 2ª tappa - 2ª semitappa
- 23 febbraio: Gandia > Gandia – 60 km

| Pos. | Corridore                | Squadra     | Tempo    |
| ---- | ------------------------ | ----------- | -------- |
| 1    | Iñaki Gastón             | Reynolds    | 1h24'32" |
| 2    | Pol Verschuere           | Europ Decor | s.t.     |
| 3    | Mariano Sanchez Martinez | Kelme       | s.t.     |

| Pos. | Corridore | Squadra | Tempo |
| ---- | --------- | ------- | ----- |

### 3ª tappa
- 24 febbraio: Gandia > Vall de Uxó – 182 km

| Pos. | Corridore               | Squadra          | Tempo    |
| ---- | ----------------------- | ---------------- | -------- |
| 1    | Pello Ruiz Cabestany    | Orbea-Danena     | 4h35'40" |
| 2    | Jean-Francois Rault     | La Vie Claire    | a 1'12"  |
| 3    | Sabino Angoitia Gaztelu | Hueso Chocolates | s.t.     |

| Pos. | Corridore | Squadra | Tempo |
| ---- | --------- | ------- | ----- |

### 4ª tappa
- 25 febbraio: Vall de Uxó > Castellón de la Plana – 175 km

| Pos. | Corridore            | Squadra      | Tempo    |
| ---- | -------------------- | ------------ | -------- |
| 1    | Eduardo Chozas       | Zor          | 4h37'01" |
| 2    | Raimund Dietzen      | Teka         | s.t.     |
| 3    | Pello Ruiz Cabestany | Orbea-Danena | s.t.     |

| Pos. | Corridore | Squadra | Tempo |
| ---- | --------- | ------- | ----- |

### 5ª tappa
- 26 febbraio: Valencia > Valencia – 60 km

| Pos. | Corridore          | Squadra          | Tempo    |
| ---- | ------------------ | ---------------- | -------- |
| 1    | Bernard Hinault    | La Vie Claire    | 1h28'05" |
| 2    | Noël Dejonckheere  | Teka             | s.t.     |
| 3    | Jésus Suarez Cueva | Hueso Chocolates | s.t.     |

| Pos. | Corridore            | Squadra       | Tempo     |
| ---- | -------------------- | ------------- | --------- |
| 1    | Bruno Cornillet      | La Vie Claire | 20h33'01" |
| 2    | Pello Ruiz Cabestany | Orbea-Danena  | a 2"      |
| 3    | Angel Camarillo      | Zor           | a 45"     |

## Classifiche finali

### Classifica generale
| Pos. | Corridore            | Squadra       | Tempo     |
| ---- | -------------------- | ------------- | --------- |
| 1    | Bruno Cornillet      | La Vie Claire | 20h33'01" |
| 2    | Pello Ruiz Cabestany | Orbea-Danena  | a 2"      |
| 3    | Angel Camarillo      | Zor           | a 45"     |